# Ricardo Mollo
Ricardo Jorge Mollo (* 17. srpna 1957 Pergamino, Buenos Aires, Argentina) je argentinský zpěvák, kytarista, hudební skladatel a producent. V roce 2012 jej argentinská edice časopisu Rolling Stone zařadila na druhé místo žebříčku nejlepších kytaristů argentinského rocku.

## Hudební kariéra
V dětství ho zaujala hra Jimiho Hendrixe, takže se rozhodl hrát na kytaru, na kterou ho naučil jeho starší bratr Omar Mollo. Společně s Omarem spoluzaložili v roce 1976 hardrockovou skupinu MAM, která působila hlavně v undergroundu. Hráli sice na některých větších festivalech, více se však neprosadili a roku 1980 se hudebníci rozešli, aniž by vydali nějakou nahrávku. V roce 1981 vytvořil s bratrem a dalšími hráči novou skupinu, ta však skončila po jednom roce.
V roce 1984 se Ricardo Mollo připojil jako kytarista k post-punkové/novovlnné skupině Sumo, s níž natočil čtyři alba Divididos por la felicidad, Llegando los monos, After Chabón a Fiebre. Krátce po úmrtí zpěváka kapely Luky Prodana v roce 1987 se skupina roku 1988 rozpadla. Mollo ihned poté s baskytaristou Sumo Diegem Arnedou založil novou rockovou kapelu La División, která krátce nato změnila název na Divididos. Skupina Dividos hraje od roku 1988, vydala množství alb a Mollo je jejím frontmanem, zpěvákem a kytaristou.
Ricardo Mollo hostoval v roce 1999 na albu Opción, první desce znovuobnovené skupiny MAM.

## Osobní život
Z prvního manželství má dcery Maríi Azul (* 1982) a Martinu Aldabel (* 1988). Po rozvodu měl v letech 1989–1999 dlouhodobý vztah se zpěvačkou a skladatelkou Érikou García. Dne 31. prosince 2001 se na lodi u ostrova Fernando de Noronha poblíž Brazílie oženil s uruguayskou herečkou a zpěvačkou Natalií Oreiro, s níž má syna Merlína Atahualpu (* 2012).